# 山楂
山楂（學名：Crataegus pinnatifida）是蔷薇科山楂属的落叶乔木，果实可食用，也叫红果、酸楂、仙楂、胭脂紅、山裡紅、山裡果、棠毬子、朹（音同“球”）。中国东北的野生山楂在满语中叫，音译为温普（《盛京通志》）或温朴（《燕京岁时记》），有时讹作榅桲。

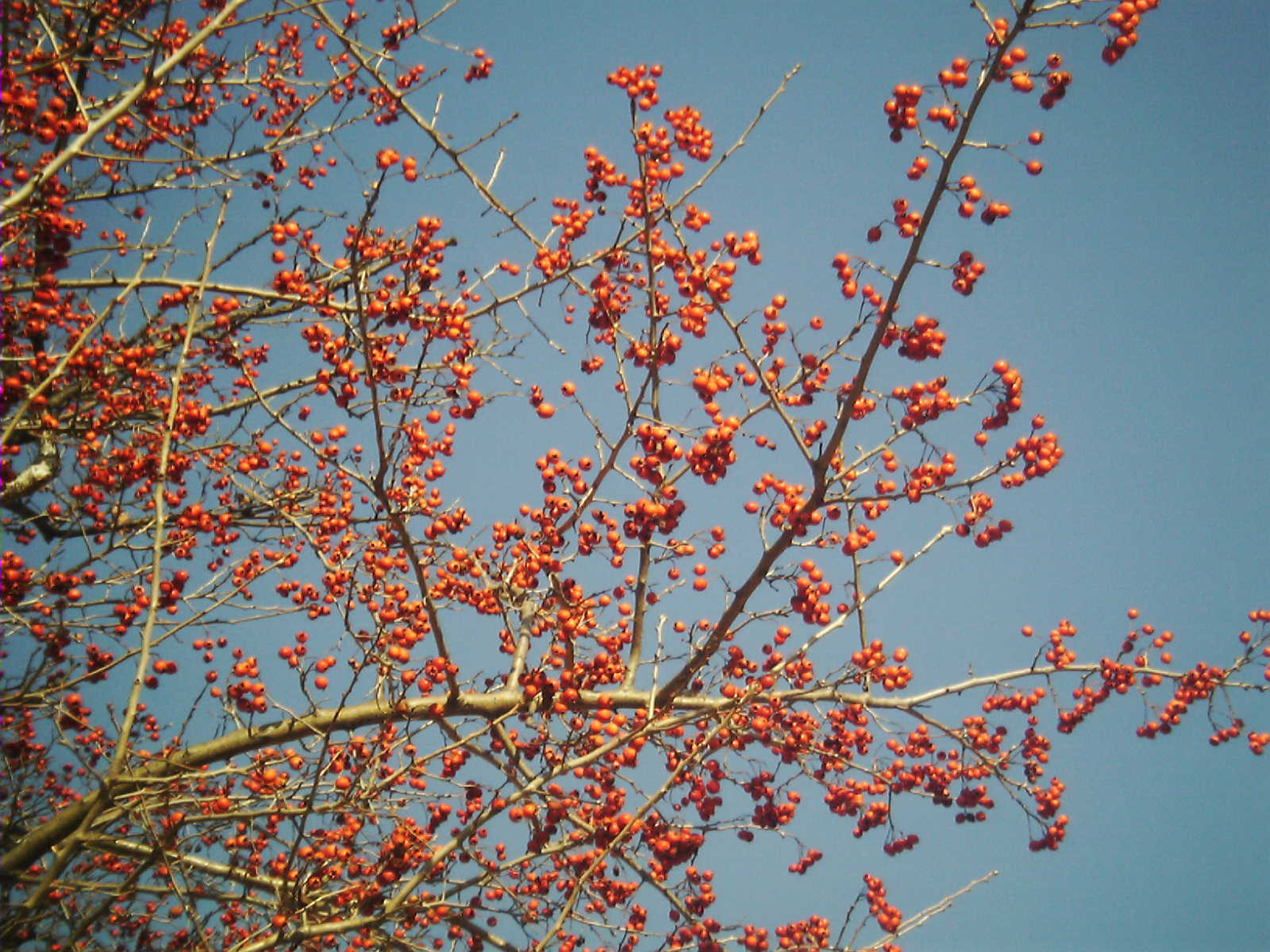
山楂
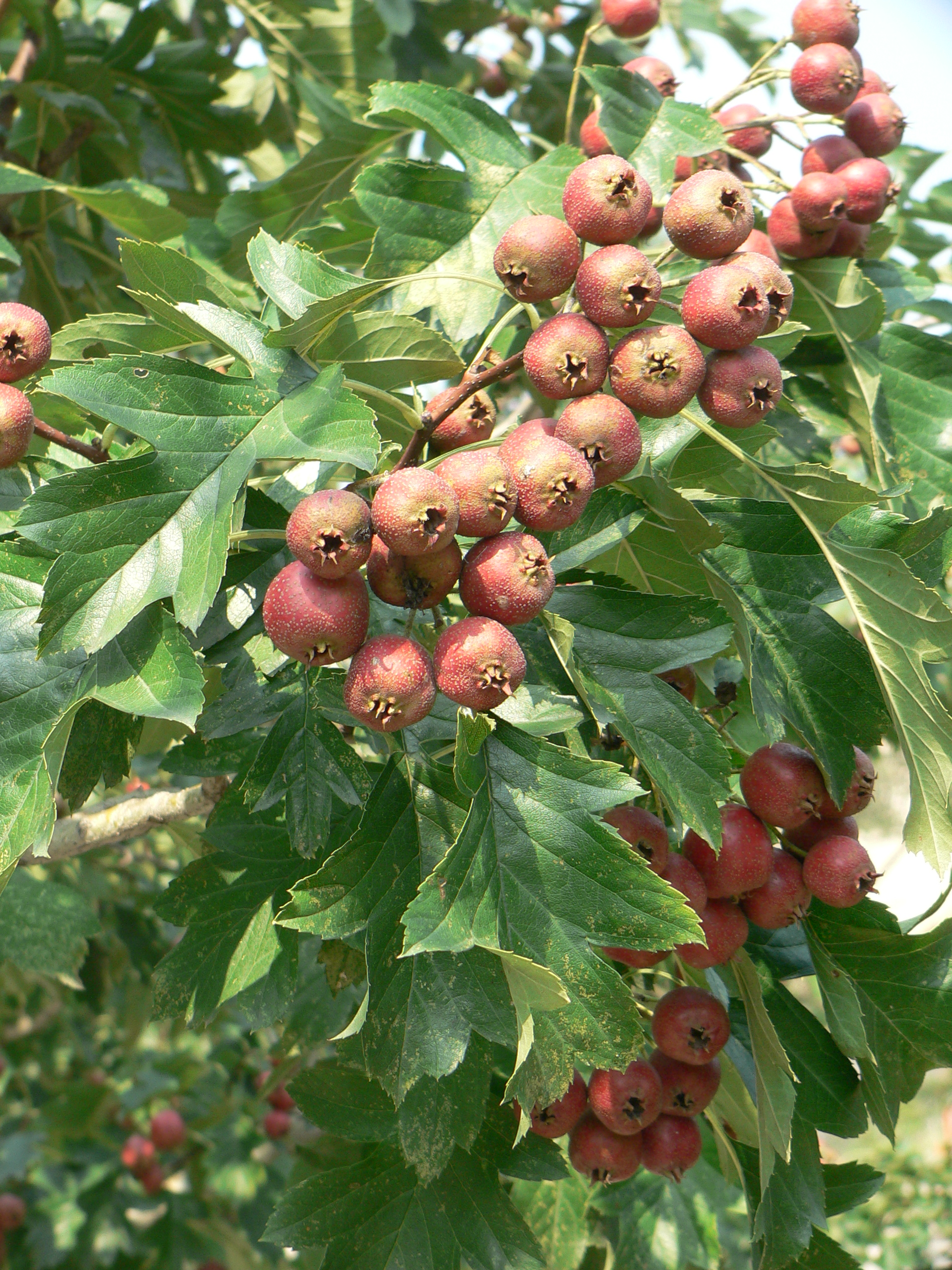
山裡红

## 分布
山楂自然分布于中国大陆的东部及中部、俄罗斯东南部及朝鲜半岛。
规模性种植区域主要集中在中国的河南、江蘇、安徽、浙江、湖北、貴州、廣東等省。

## 用途

### 食用
山楂的成熟果實可生食或切片、乾燥储存。鲜果被廣泛用於製造各种传统甜食小吃，例如裹糖凝固制成糖葫芦、糖雪球，果泥可制作成果丹皮、山楂糕、山楂片等零食，榨汁或萃取后也可制造饮料、冰棒等。干果可泡水饮用或沏茶。中国北方也常将其加大量的糖整颗煮制为炒红果。

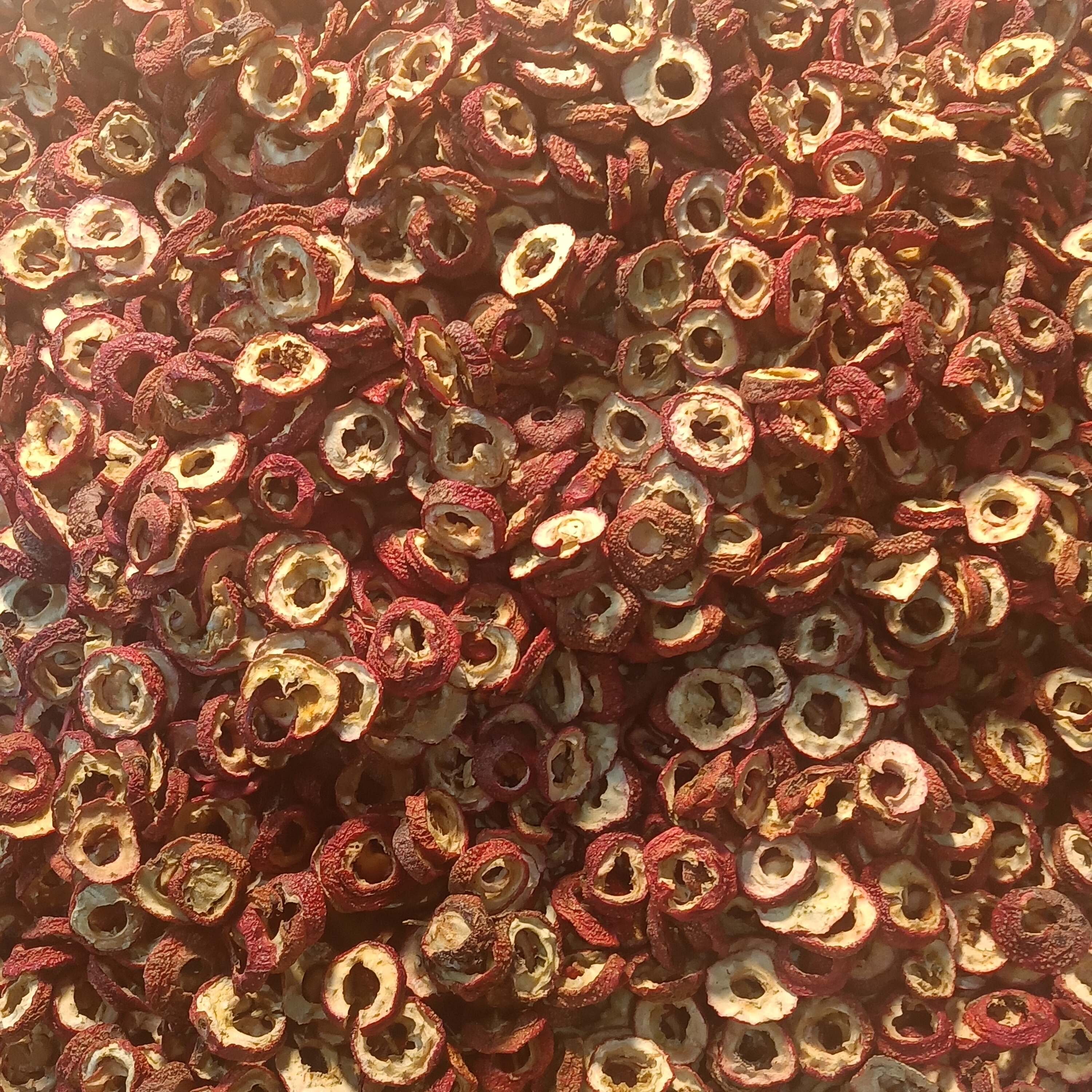
去籽后切片烘干而成的山楂片，可用于泡茶
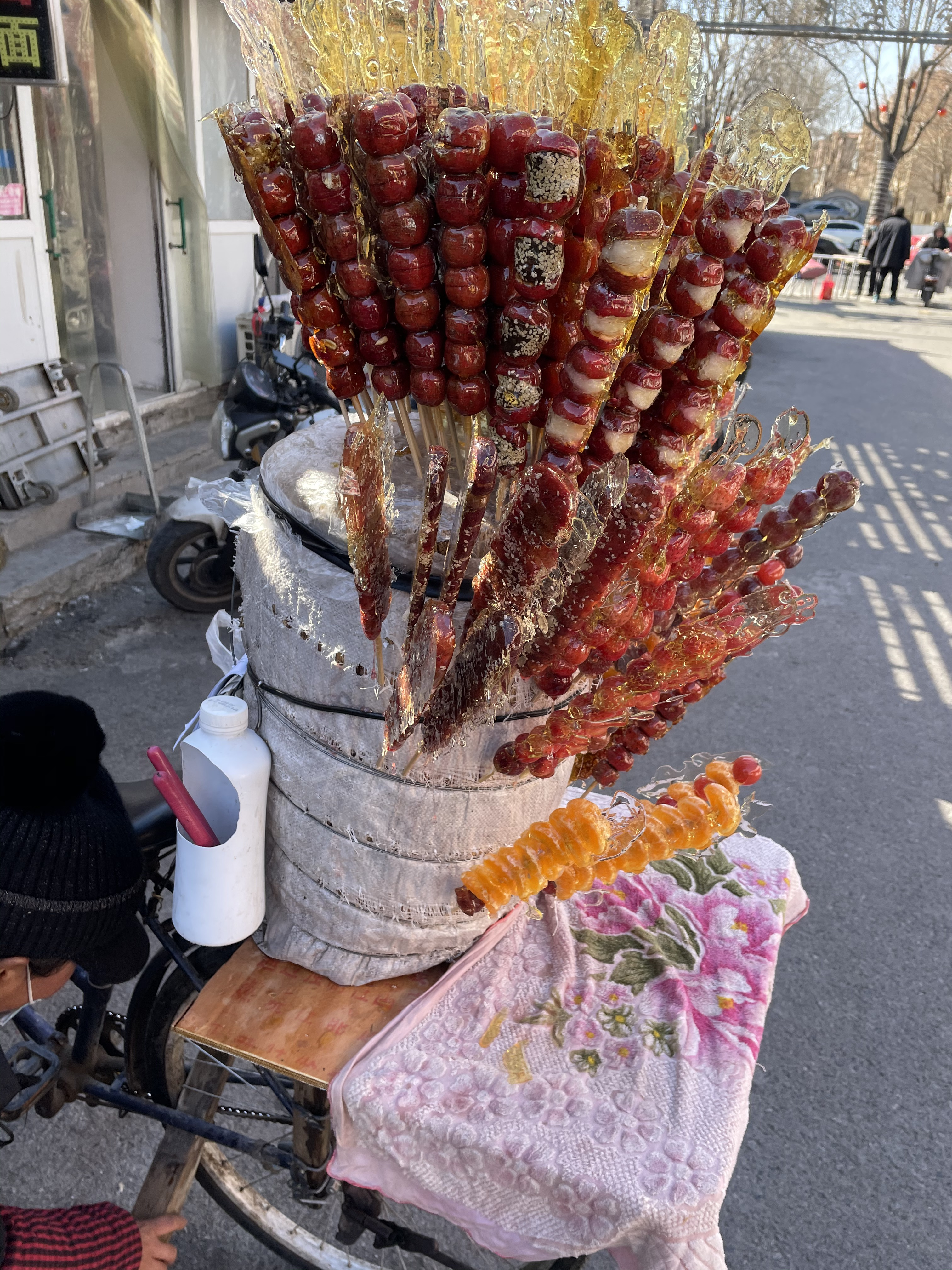
山楂穿串、裹糖稀凝固后制成的冰糖葫芦，是中国北方冬季常见的街边小吃，有时配以芝麻、豆沙等辅料
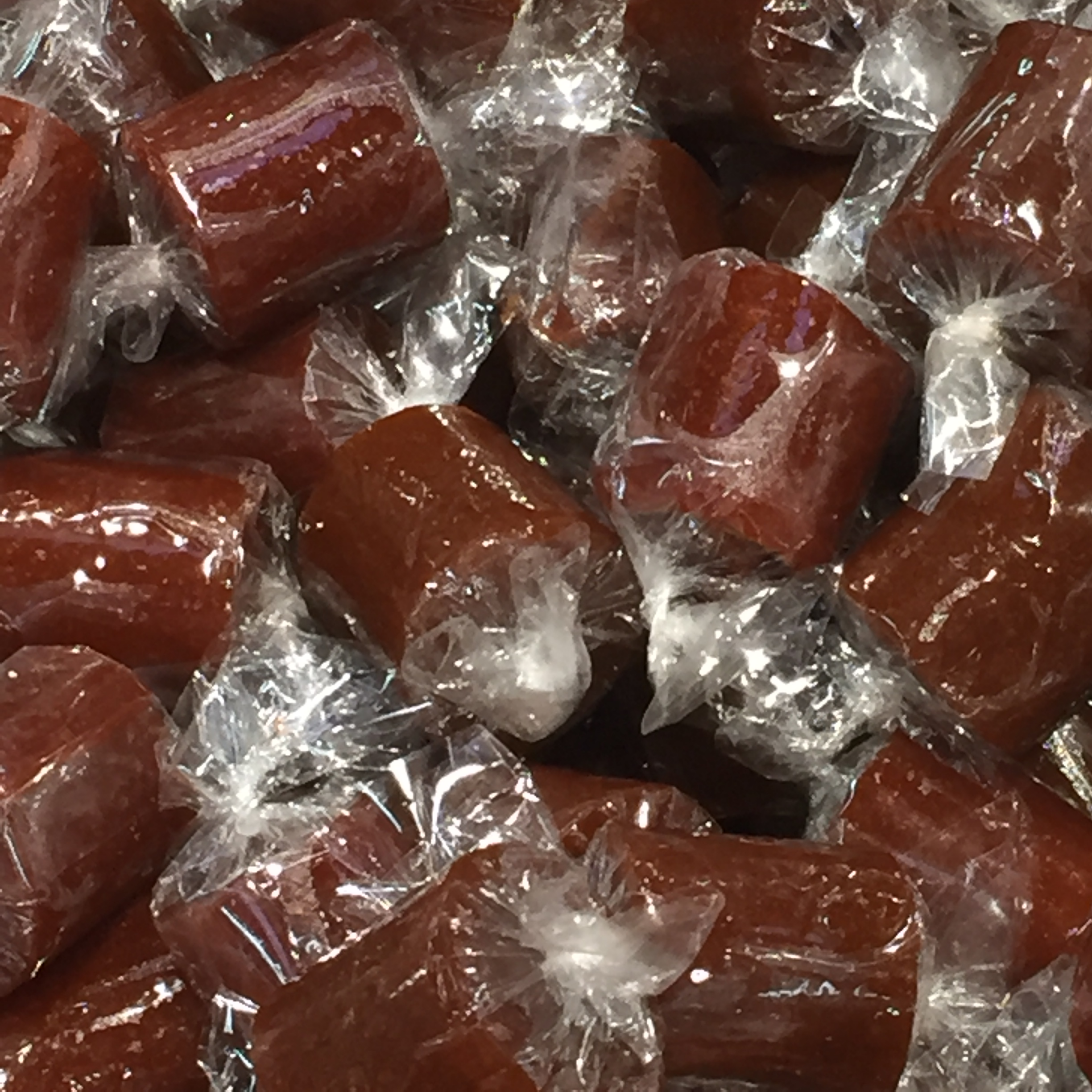
山楂浆加入明胶等胶凝剂后铺平、烘干、卷制而成的果丹皮
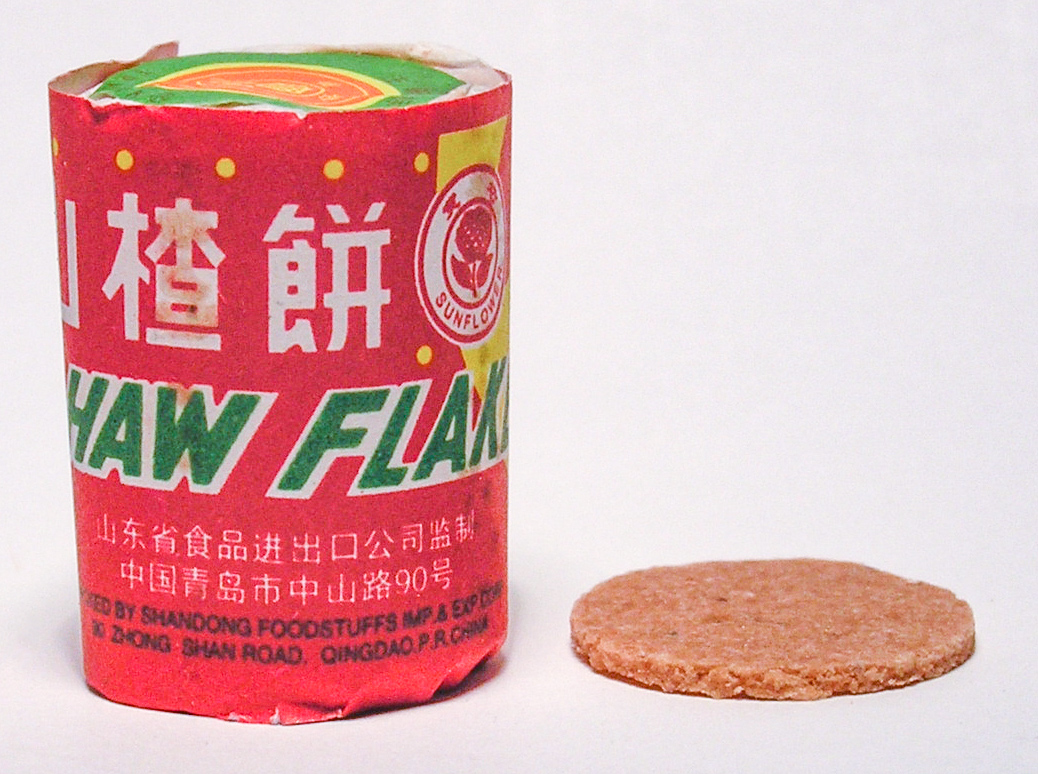
山楂浆加糖烘干压制而成的山楂片（也称山楂饼）

### 藥用
可能具有的疗效包括擴張冠狀血管、降低血壓和血膽固醇，以及恢復心肌壁、減脂、增加細胞內維生素C的含量。對於貧血、心血管和循環疾病、高血膽固醇和降低免疫力的疾病或有幫助。

## 外部連結
- 山楂 Shanzha （页面存档备份，存于） 藥用植物圖像數據庫 (香港浸會大學中醫藥學院) （中文）（英文）
- 山里紅 Shanlihong （页面存档备份，存于） 藥用植物圖像數據庫 (香港浸會大學中醫藥學院) （中文）（英文）
- 山楂 中藥材圖像數據庫  (香港浸會大學中醫藥學院) （中文）（英文）
- 山楂葉 中藥材圖像數據庫  (香港浸會大學中醫藥學院) （中文）（英文）
- 山楂 Shan Zha （页面存档备份，存于） 中藥標本數據庫 (香港浸會大學中醫藥學院) （繁體中文）（英文）